# Grupa Użytkowników Linuxa

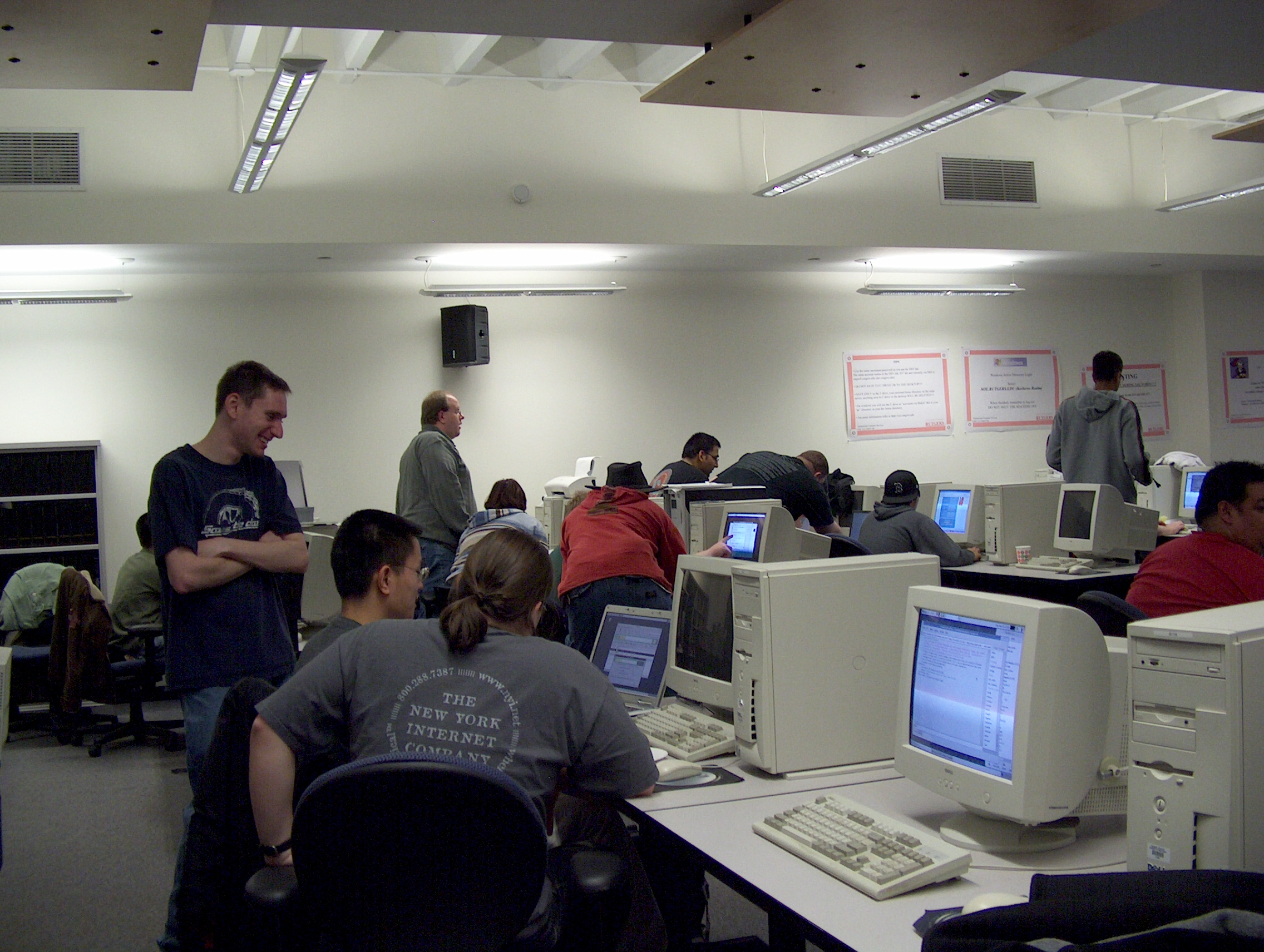
Installfest 2005

Grupa Użytkowników Linuxa (ang. Linux User Group) – organizacja użytkowników systemu operacyjnego GNU z jądrem Linux. 
Grupy Użytkowników Linuksa mogą działać na terenie całego kraju, jak Polska Grupa Użytkowników Linuxa, lub mogą działać lokalnie, np. w jednym mieście lub regionie. Specyficznym LUG-iem jest Leśna Grupa Użytkowników Linuksa – FLUG – będąca grupą rozproszoną, nieobejmująca działalnością żadnego konkretnego obszaru geograficznego. Grupa ta swoją działalność opiera przede wszystkim na internecie.
Projekt GNU nie indeksuje w swojej witrynie Grup Użytkowników Linuksa, tylko Grupy Użytkowników GNU/Linuksa.